# Enaam Ahmed Ali
Enaam Ahmed Ali is een Nederlands activist en ontwikkelingseconoom. Ze is werkzaam bij de Rabobank. In 2022 was ze VN-vrouwenvertegenwoordiger namens Nederland.

## Jeugd en opleiding
Ahmed Ali is de dochter van een imam en groeide op in Utrecht. Al van jongs af aan hield ze zich bezig met onderwerpen als gendergelijkheid en vrouwenrechten. Ze studeerde ontwikkelingseconomie aan de Universiteit van Amsterdam.

## Loopbaan
Ahmed Ali is werkzaam bij de Rabobank als innovatiemanager. Daarnaast is ze bestuurslid van UN Women Nederland, Women’s March Nederland en lid van SPEAK, een collectief van moslimvrouwen. Ahmed Ali werd door de Nederlandse Vrouwen Raad verkozen als VN-vrouwenvertegenwoordiger voor het jaar 2022. Ze sprak op 4 oktober 2022 de Derde Commissie van de Algemene Vergadering van de Verenigde Naties toe.
Ze wilde als VN-vrouwenvertegenwoordiger vooral Islamitische stereotypes tegengaan: volgens haar zou de Islam vaak te veel worden geassocieerd met de cultuur binnen bepaalde gemeenschappen. Ook zette ze zich in voor de thema's klimaatverandering en technologie. Volgens Ahmed Ali worden vrouwen, en vooral vrouwen van kleur, hard geraakt door verslechterde leefomstandigheden en te weinig betrokken bij thema's als klimaatverandering. Wel uitte ze kritiek op het feminisme, dat volgens haar soms te beperkend en onderdrukkend zou zijn. Ook stelt ze vraagtekens bij het gebruik van kunstmatige intelligentie op steeds meer plekken, zoals in de rechtbank.
Daarnaast heeft ze een eigen kledingmerk opgezet.